# Horia Rusu
Horia Mircea Rusu (n. 18 septembrie 1952, Timișoara - d. 29 ianuarie 2001, Sibiu) a fost un politician român, deputat de Timiș din 1990-1996, ales din partea PNL respectiv PNL-AT. După unificarea liberalilor în 1998 a devenit vicepreședinte al PNL, iar la alegeri legislative în România, 2000 a fost ales deputat de Sibiu. În 2001 și-a depus candidatura la funcția de președinte al PNL, dar a murit într-un accident rutier cu câteva zile înainte de congresul partidului. După decesul său, Horia Mircea Rusu a fost înlocuit de deputatul Cornel Știrbeț.

## Originea și studiile
Unul dintre bunicii săi a fost viceprimar liberal al Timișoarei, în perioada interbelică.
Horia Rusu a absolvit Liceul Nikolaus Lenau din Timișoara și apoi Facultatea de Electrotehnică din cadrul Universității Politehnice din Timișoara.

## Cariera politică
După Revoluția din 1989 s-a înscris în PNL, după care a înființat Partidul Național Liberal–Aripa Tânără (PNL-AT), partid care a inclus în statutul său punctul 8 al Proclamației de la Timișoara, care prevedea ca foștii membri ai Partidului Comunist Român și ai Securității să nu aibă dreptul de a candida la funcții publice pe o perioadă de 10 ani, respectiv 3 legislaturi consecutive.
Horia Rusu a făcut parte din Consiliul pentru Refacerea PNL, care a urmărit și realizat înlăturarea lui Radu Câmpeanu de la conducerea partidului, considerat instrument al foștilor comuniști, respectiv întoarcerea PNL în Convenția Democrată Română.
În 1993 PNL-AT și PNL-CD au fuzionat și au format PL 93, formațiune care a aderat la Convenția Democrată Română, prima coaliție care i-a înlăturat de la guvernare pe foștii comuniști, în 1996.

## Sfârșitul vieții
A murit într-un accident de mașină, cu doar câteva zile înaintea congresului Partidului Național Liberal, unde își depusese candidatura pentru funcția de președinte, alături de Valeriu Stoica și Crin Antonescu.

## Varia
A fost căsătorit și a avut un copil.